# 厄尔梅尼库特
厄尔梅尼库特，是匈牙利贝凯什州所辖的一个村。总面积54.56平方公里，总人口390，人口密度7.1人/平方公里（2011年1月1日）。